# Limpopo (Provinz)
Limpopo ist eine südafrikanische Provinz im Norden der Republik. Die Hauptstadt ist Polokwane.
Limpopo grenzt im Nordwesten an Botswana, im Norden an Simbabwe und im Osten an Mosambik; wodurch auch ein Teilabschnitt der südafrikanischen Staatsgrenze definiert ist. Der Kruger-Nationalpark liegt mit seinem nördlichen Teil in der Provinz Limpopo.

## Geschichte
Bis 1994 war sie der nördliche Teil der ehemaligen Provinz Transvaal. Für eine kurze Zeit seit 1994 hieß sie Province of Northern Transvaal und danach, durch das Änderungsgesetz Constitution of the Republic of South Africa Amendment Act No. 20 of 1995 vom Juli 1995 zunächst Northern Province. Die Provinz erhielt 2002 durch Beschluss der Provinzversammlung ihren Namen nach dem Fluss Limpopo, gleichzeitig wurden die meisten Städte auf ihrem Territorium umbenannt. Jedoch bedurfte die Umbenennung der Provinz einer Änderung der südafrikanischen Verfassung, die mit einem Änderungsgesetz im Jahre 2003 vorgenommen wurde.
2013 löste Stan Mathabatha seinen Amtsvorgänger Cassel Mathale (beide ANC) als Premierminister ab.

## Distrikte mit den Gemeinden
Die Provinz gliedert sich in fünf Distrikt- und 22 Lokalgemeinden:

Distrikte in Limpopo

|    | Distrikt   | Lokalgemeinden                                                                 |
| -- | ---------- | ------------------------------------------------------------------------------ |
| 1. | Capricorn  | Blouberg, Lepelle-Nkumpi, Molemole und Polokwane                               |
| 2. | Mopani     | Ba-Phalaborwa, Maruleng, Greater Giyani, Greater Letaba und Greater Tzaneen    |
| 3. | Sekhukhune | Elias Motsoaledi, Ephraim Mogale, Fetakgomo/Greater Tubatse und Makhuduthamaga |
| 4. | Vhembe     | Collins Chabane, Makhado, Musina und Thulamela                                 |
| 5. | Waterberg  | Bela-Bela, Lephalale, Modimolle-Mookgophong, Mogalakwena und Thabazimbi        |

## Städte
- Bela-Bela (Warmbath)
- Louis Trichardt
- Lephalale (Ellisras)
- Modimolle (Nylstroom)
- Mokopane (Potgietersrus)
- Musina (Messina)
- Phalaborwa
- Polokwane (Pietersburg)
- Thabazimbi
- Thohoyandou
- Tzaneen

## Demografie

Verteilung der Sprachen in Limpopo (Zensus 2001):
Afrikaans
Englisch
Süd-Ndebele
isiXhosa
isiZulu
Nord-Sotho
Sesotho
Setswana
Siswati
Tshivenda
Xitsonga
keine dominierende Sprache

Nach den Ergebnissen der Volkszählung von 2011 rechneten sich 96,7 % der schwarzen Bevölkerungsgruppe zu, 2,6 % den Weißen, 0,3 % den Coloureds und 0,3 % den Indern und Asiaten. Nord-Sotho gaben 52,9 % der Bevölkerung als Muttersprache an, Xitsonga 16,98 %, Tshivenda 16,72 %, Afrikaans 2,63 %.

### Einwohnerentwicklung
Die folgende Übersicht zeigt die Einwohnerzahlen nach dem jeweiligen Gebietsstand seit der Volkszählung 1996.
| Jahr          | Einwohnerzahl |
| ------------- | ------------- |
| 1996 (Zensus) | 4.576.566     |
| 2001 (Zensus) | 4.995.462     |
| 2011 (Zensus) | 5.404.868     |
| 2017          | 5.778.442     |
| Juni 2021     | 5.926.724     |
| 2022 (Zensus) | 6.572.721     |

## Politik

Sitzverteilung in der Provinzversammlung von Limpopo:
EFF (7)
ANC (38)
DA (3)
VF+ (1)

Bei den Wahlen 2019 zur Provincial Legislature blieb der ANC in Limpopo die stärkste Partei. Die Mandate verteilen sich wie folgt:
| Partei                          | Sitze | +/− |
| ------------------------------- | ----- | --- |
| African National Congress (ANC) | 38    | −1  |
| Economic Freedom Fighters (EFF) | 07    | +1  |
| Democratic Alliance (DA)        | 03    | ±0  |
| Vryheidsfront Plus (VF+)        | 01    | +1  |
| Summe                           | 49    |     |

## Wirtschaft
Die Wirtschaftsstruktur der Provinz Limpopo beruht hauptsächlich auf zwei Sektoren, der Landwirtschaft und dem Bergbau. Der Tourismus zählt zu den wichtigsten Investitionsbereichen.
Die Lagerstätten mineralischer Rohstoffe in Limpopo sind vielfältig. Den dabei hochwertigsten Sektor bilden die Platingruppenmetalle und Diamanten. Weitere Bergbauprodukte sind Chrom, Nickel, Cobalt, Vanadium, Zinn, Uran, Phosphate, Kupfer und Kalkstein. In kleineren Mengen werden hier auch Antimon, Gold, Scheelit, Magnetit, Vermiculit, Smaragd, Fluorit, Glimmer, Korund, Feldspat und Steinsalz sowie verschiedene Natursteinsorten gewonnen.
Die Gewinnung von Diamanten hat seit Ende des 20. Jahrhunderts für den Norden der Provinz an Bedeutung gewonnen. Die Venetia Mine bei Musina ist inzwischen der größte aktive Abbauort für Diamanten in Südafrika. Nachdem 1903 in natürlichen Kiesablagerungen Diamantgehalte unweit des Limpopo entdeckt wurden, wuchs das Interesse an weiteren Erkundungen nur langsam. 1969 begann De Beers mit konkreten Untersuchungen alluvialer Lagerstätten bei Musina. Später, im Jahre 1980, entdeckte man die Primärlagerstätten, deren Kimberlitgestein in Form mehrerer Schlote und zwei Dykes die Quelle für die Diamanten aus den 1903 entdeckten Sedimentlagerstätten sind. Mit der bergbautechnischen Erschließung für einen zunächst untertägigen und späteren Tagebaubetrieb begann man 1990. Die Abbauaktivitäten wurden 1993 aufgenommen. Seit 2004 arbeitet das Bergwerk als Betrieb der De Beers Consolidated Mines, des BEE-Sektors im De-Beers-Konzern. Ein weiteres Diamantenbergwerk bei Venetia wurde 2013 eröffnet und soll etwa 4000 Arbeitsplätze gewährleisten.
Das markante Profil der Agrarwirtschaft mit ihren etwa 170 Großbetrieben wird durch die reiche Obst- und Gemüseproduktion geprägt. Es werden hier 75 % des landesweiten Aufkommens an Mangofrüchten, 65 % an Papayas, 36 % des Tee 25 % an Zitrusfrüchten, Bananen und Litschifrüchten, 60 % der Avocados sowie zwei Drittel seines Tomatenaufkommens angebaut und geerntet. Die Jahresmenge der hier produzierten Kartoffeln liegt bei 285.000 Tonnen. Weitere Agrarprodukte sind Kaffee, Nüsse, Guaven, Sisal-Agaven, Sonnenblume, Mais, Weizen, Nutzholz, Baumwolle und Tabak. Ferner gibt es in der Provinz Viehzuchtbetriebe.

## Verkehr
Die leistungsstarken Verkehrsverbindungen in Limpopo bilden Fernstraßen in Nord-Süd-Richtung sowie eine aus Simbabwe kommende und in Richtung Pretoria führende Eisenbahnstrecke und Schienen- sowie Straßenverbindungen aus der Region um Phalaborwa (Phalaborwa Spatial Development Initiative) in Richtung Komatipoort/Maputo (Maputo Development Corridor). Die Ausfuhr von Exportgütern über den Hafen Maputo besitzt für die ansässige Wirtschaft eine hohe Bedeutung.
Das Gebiet der Provinz queren die Nationalstraße N1 (mit internationalem Grenzübergang nach Simbabwe in Beit Bridge) und die Nationalstraße N11 (mit internationalem Grenzübergang nach Botswana in Grobler’s Bridge). Mehrere kleine Grenzposten befinden sich an der Grenze zu Botswana. Es gibt zwei Übergänge an der Grenze zu Mosambik, die nur für regionalen Verkehr zugelassen sind.
Für den Luftverkehr stehen mehrere kleine Flughäfen und der Polokwane International Airport zur Verfügung.

## Bildung
Die Provinz verfügt über die Universität Limpopo. Der Campus befindet sich östlich von Polokwane im Ort Mankweng. 

## Museen in Limpopo (Auswahl)
- Tzaneen Museum in Tzaneen
 Dieses 1995 gegründete Museum informiert über Landesgeschichte und -kultur von Limpopo. Ein erheblicher Teil des Fundus entstammt der Schenkung von Jürgen Witt, einem in Berlin aufgewachsenen Einwanderer, der viele Jahre als Kurator des Museums tätig war.[18][19]
- Arend Dieperink Museum in Mokopane
 Die Region und ihre weit zurückreichende Besiedlungsgeschichte ist das Thema dieses Museums. Es befindet sich in einer Gartenlandschaft der Stadt Mokopane. Zudem werden von hier organisierte Erkundungen in die Umgebung angeboten, wo sich Zeugnisse der europäischen Besiedlung befinden. Der Namensgeber war ein Sammler von indigenen Artefakten, die den Kulturkreisen der San und der Sotho entstammen sowie die Gesellschaft der Voortrekker repräsentieren.[20]
- Hugh Exton Photographic Museum in Polokwane
 Das Lebenswerk eines ehemaligen Fotografen, Hugh Exton, mit einer Sammlung von 23.000 Fotonegativen wird in einem ehemaligen Kirchengebäude von 1890 aufbewahrt und ausgestellt.[21]
- Thulamela-Ruinen im Kruger-Nationalpark
 Die Ruinen von Thulamela liegen im Pafuri-Gebiet, ein nördlicher Teil des Kruger-Nationalparks. Es handelt sich um eine alte Besiedlungsstätte, wo vor 100.000 Jahren Vorfahren der San lebten. Später, vor etwa 2000 Jahren wanderten hier Nguni aus dem Norden ein und verdrängten die San-Bevölkerung. Die erhaltenen Steinruinen stammen aus dem 13. Jahrhundert, deren Bewohner Eisenerz gewannen und verarbeiteten.[22]
- Polokwane Museum in Polokwane
 Das Museum wurde in einem alten Handelsgebäude im Viktorianischen Baustil aus dem Jahre 1906 untergebracht. Es ist als Nationaldenkmal klassifiziert. Es zeigt Zeugnisse aus der frühgeschichtlichen Entwicklung in der Region bis zur Stadtgeschichte von Polokwane (Pietersburg).[23]
- Masorini Village Museum, ein Museumsdorf
 Im Museumsdorf befinden sich Zeugnisse der Wohn- und Lebensgewohnheiten einer Steinzeitgesellschaft aus Jägern und Sammlern sowie ihrer prähistorischen Metallverarbeitung. Das Freilichtanlage steht mit einer archäologischen Ausgrabungsstätte in Verbindung.[24]
- Foskor Mine Museum in Phalaborwa
 Das Museum informiert schwerpunktmäßig über den Bergbau von Phalaborwa und über einen der weltweit größten Tagebauanlagen mit einer Tiefe von 450 Meter. Zudem gibt es einen Ausstellungsteil über die traditionelle Kultur der Region.[25]
- 24 Degrees South in Hoedspruit
 24 Degrees South wird eine Ausstellung historischer Automobile und Motorräder in einer ehemaligen Seidenspinner-Farm mit kommerziellen Angeboten genannt.[26]

## Nationalparks und Naturschutzgebiete
Zur Provinz gehören ein grenzüberschreitender Park, fünf National- und Biosphärenparks sowie 44 regionale Naturschutzgebiete.
Grenzüberschreitende Parks mit Nachbarländern
- Great Limpopo Transfrontier Park

Nationalparks und Biosphärenreservate
- Kruger-Nationalpark (auch: Greater Limpopo Park)
- Mapungubwe-Nationalpark (ehemals Limpopo/Shashe Transfrontier Conservation Area)
- Marakele-Nationalpark
- Waterberg Biosphere Reserve (2001)[28]
- Vhembe Biosphere Reserve (2009)[28]

Provinzparks und regionale Naturschutzgebiete
| - Andover Nature Reserve - Atherstone Nature Reserve - Balule Nature Reserve - Ben Alberts Nature Reserve - Blouberg Nature Reserve - D’Nyala Nature Reserve - Doorndraai Dam Resort - Entabeni Game Reserve - Friends of Blouberg - Hans Merensky Resort - Langjan Nature Reserve - Lapalala Nature Reserve - Lekgalameetse Provincial Park - Lekgalameetse Resort - Letaba Ranch Provincial Park - Mabalingwe Game Reserve - Mabula Game Reserve - Mabula Private Game Reserve - Makalali Private Game Reserve - Makuya Nature Reserve - Man’Ombe Wildlife Resort - Manavhela Ben Lavin Nature Reserve | - Manyeleti Game Reserve - Masebe Nature Reserve - Matshakatini Nature Reserve - Modjadji Cycad Reserve - Mokolo Dam Nature Reserve - Musina Nature Reserve (früher Messina Baobab Forest Reserve) - Ndzalama Wilderness Reserve - Ndzalama Wildlife Reserve & Lodge - Nwanedi Nature Reserve - Nylsvley Nature Reserve (RAMSAR) - Percy Fyfe Conservancy - Rust de Winter Dam Resort - Schuinsdraai Nature Reserve - Selati Game Reserve - Tilodi Wilderness - Timbavati Nature Reserve - Tzaneen Dam - Umbabat Nature Reserve - Venetia Limpopo Nature Reserve - Welgevonden Private Game Reserve - Wolkberg Wilderness Area - Wonderkop Reserve |